# Гребля Зардезас
Гребля Зардезас (Zardezas) – гідротехнічна споруда на півночі Алжиру.
Гребля розташована на уеді Саф-Саф, що під назвод уед Зерамна (Zeramna) впадає до Середземного моря у Скікді. Головним призначенням споруди є водопостачання та іригація.
В 1930 – 1945 роках долину уеду перекрили бетонною гравітаційною греблею висотою 33,8 метра, довжиною від 170 (по гребеню) до 55 (по основі) метрів та шириною (по основі) 37,5 метра. Для зведення споруди знадобились 150 тисяч тон цементу та 3 тисячі тон металу. Гребля дозволила створити водосховище площею поверхні 1,74 км2 із об’ємом 14,5 млн м3 при рівні поверхні на позначці 185,8 метра НРМ – саме на цьому рівні облаштували поріг водозливу, проте запірні споруди шлюзів дозволяли підняти рівень до 189,8 метра НРМ, коли площа водойми збільшувалась до 1,96 км2 при об’ємі водойми 18,5 млн м3. В той же час, гребля мала встояти навіть при повені, за якої рівень води досягнув би 203 метрів НРМ. Що стосується водопропускних шлюзів (5 одиниць із загальною довжиною 56 метрів), то вони могли забезпечувати проходження 1095 м3/с. В звичайних умовах випуск води для водопостачання та зрошення забезпечували дві труби пропускною здатністю 85 м3/с та 15 м3/с відповідно.
Через активне замулення вже у 1962 році об’єм сховища скоротився з 18,5 млн м3 до 11 млн м3, та продовжував зменшуватись. Як наслідок, з 1971 по 1974 (за іншими даними – 1977) роки споруду наростили до висоти у 45 метрів, при довжині по гребеню 242 метра та ширині від 6,5 (по гребеню) до 44 (по основі) метрів. Це дало змогу довести об’єм сховища до 27 (за іншими даними – 32) млн м3. Нормальний рівень водойми прийняли як 197,3 метра НРМ (під час повені передбачалось зростання до рівня 199 метрів НРМ), а випуск повеневої води відбувався через чотири шлюзи на позначці 178 метра НРМ.
Оскільки замулювання продовжувалось, з 1993 по 2002 роки на водосховищі працював земснаряд, що дозволив вилучити 10 млн м3 мулу (втім, за цей же період до водойми надійшло 2,5 млн м3 нових наносів).